# Slavonie
Ne doit pas être confondu avec Slovénie ou Slovaquie.
Pour le « royaume de Slavonie » sur la Baltique au XIe siècle, voir Abodrites.

Blason de la Slavonie.

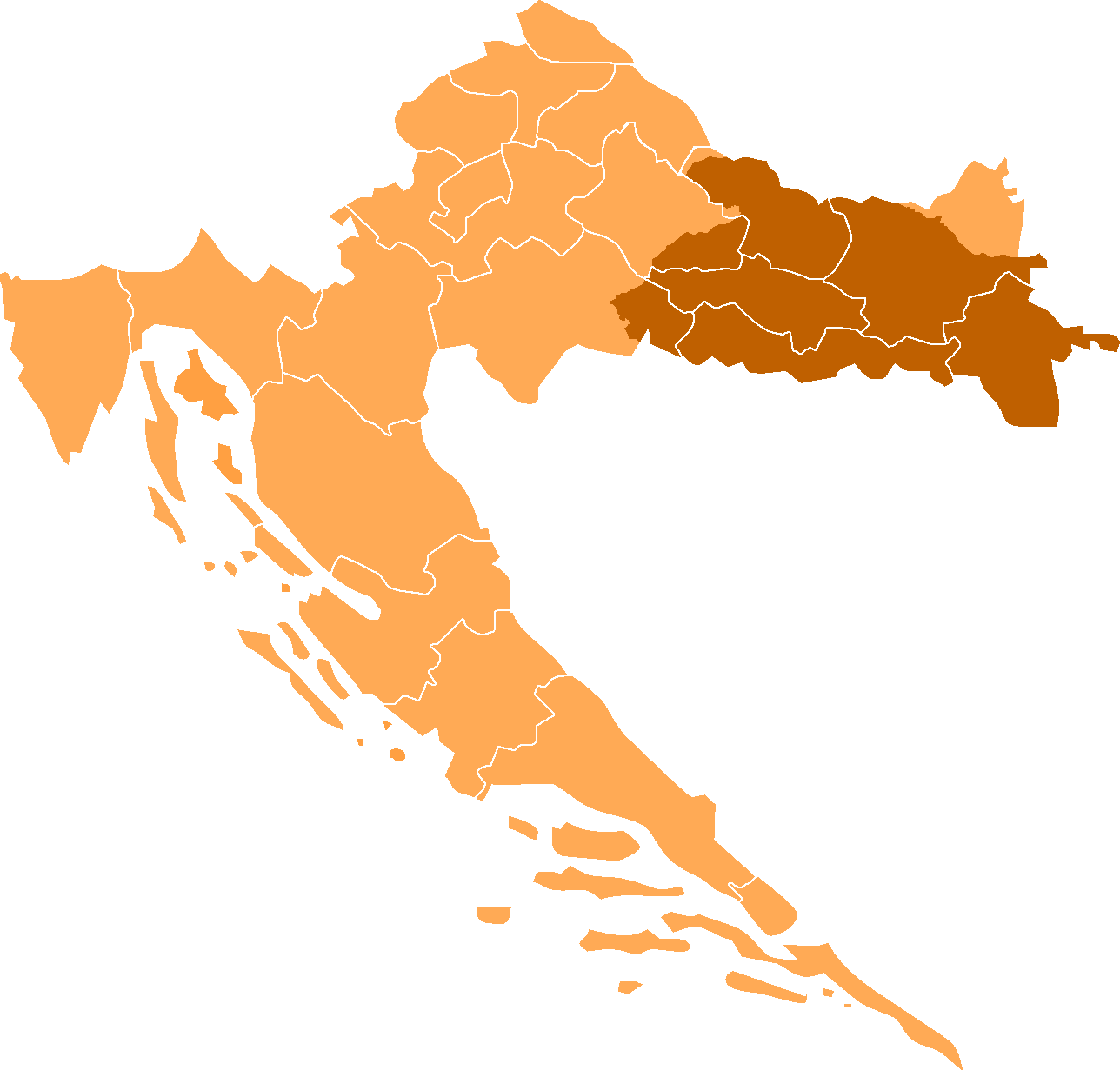
La Slavonie en Croatie.

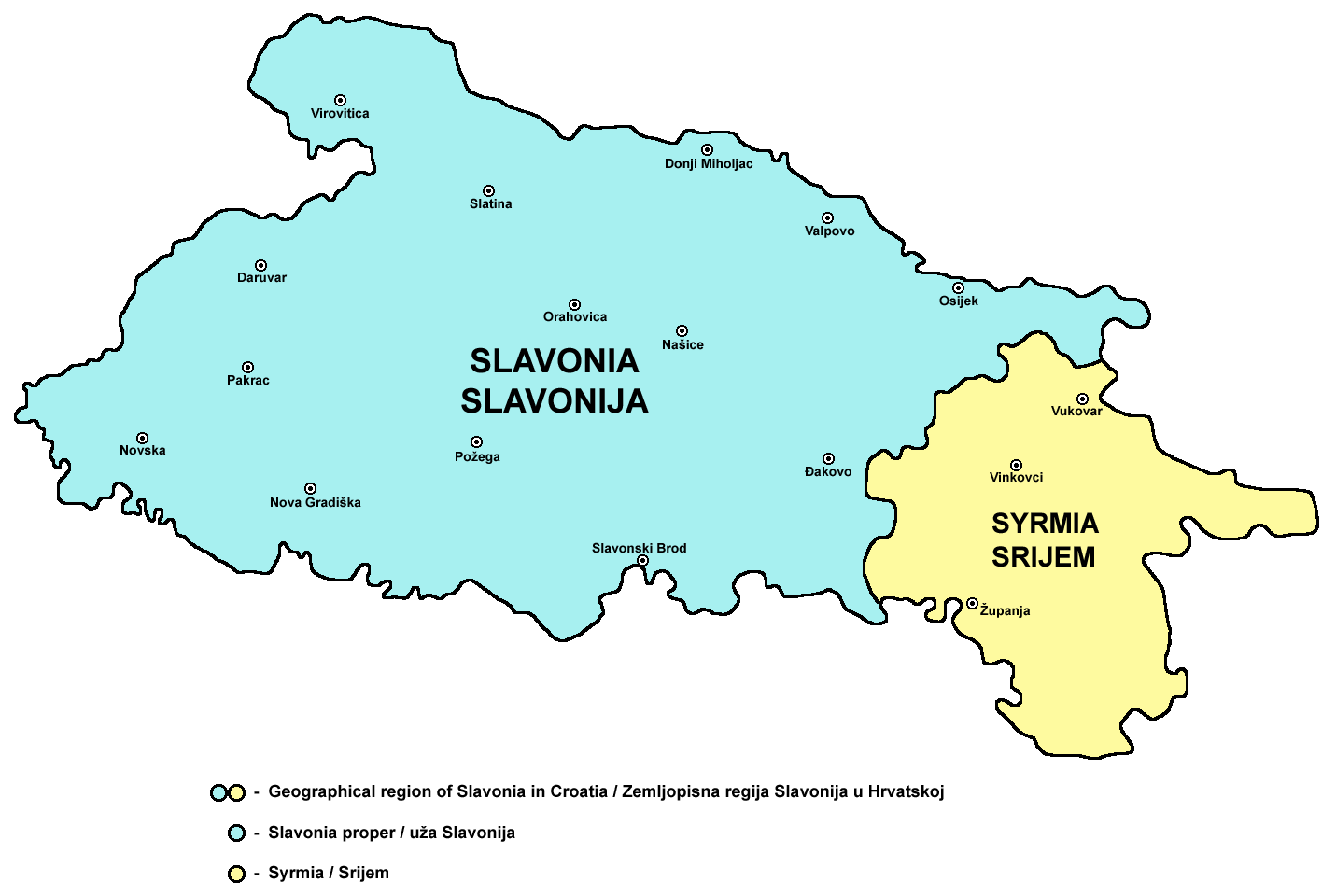
La Slavonie.

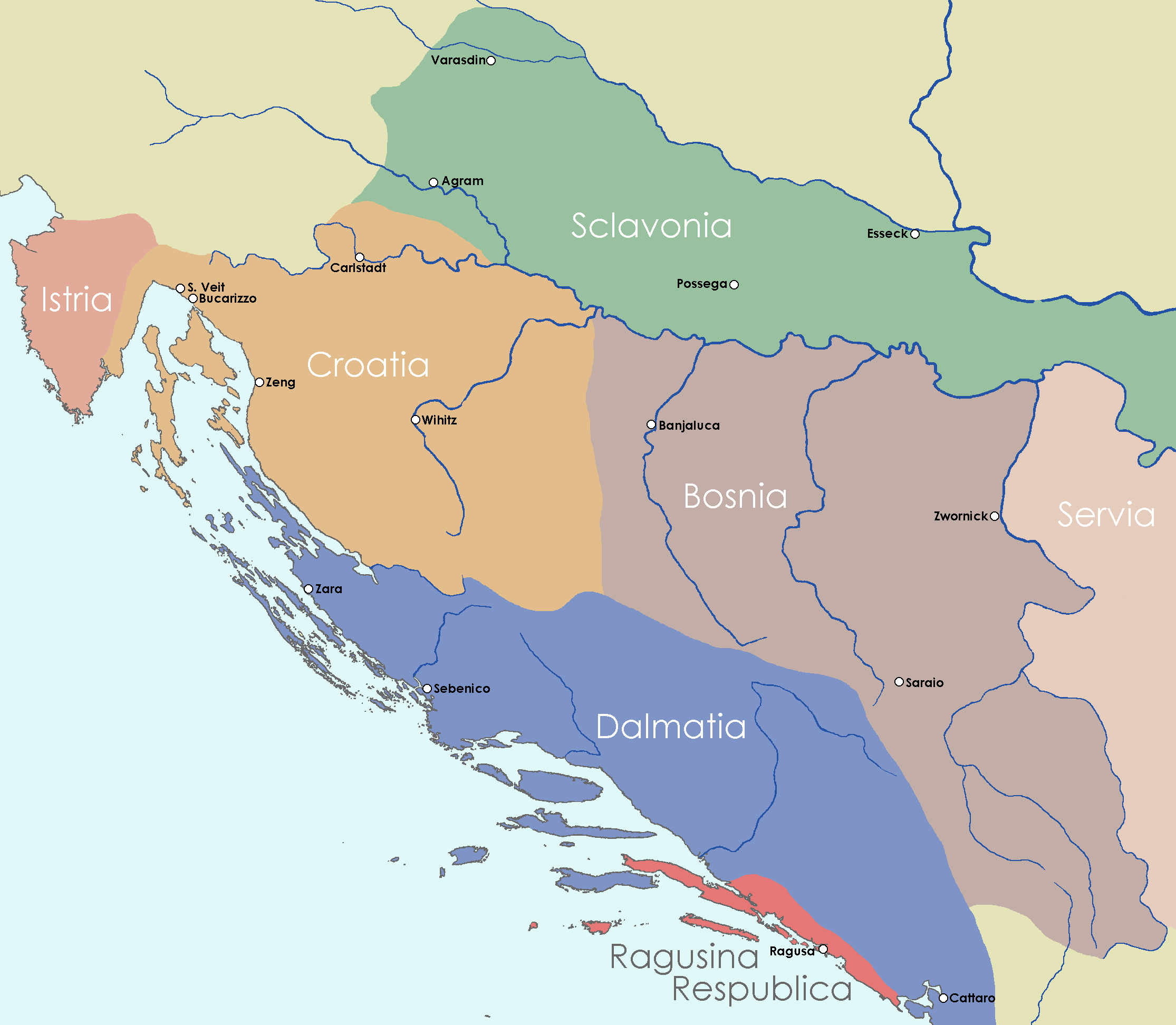
Régions en 1720, selon (1678-1757)

La Slavonie (en italien : Slavonia, en slovène et serbo-croate : Slavonija ou Славонија avec alphabet cyrillique), appelée Esclavonie dans sa forme désuète, est une vaste plaine agricole de Croatie (État actuel). Cette plaine est limitée au nord par la Drave, au sud par la Save et à l'est par le Danube. La capitale de la région est Osijek, peuplée d'environ 115 000 habitants. Les autres villes de la plaine sont, entre autres, Slavonski Brod, Vinkovci, Vukovar, Pakrac et Djakovo. La Baranja (région) (en) (au nord d'Osijek), les vallées de la Save (Posavina), du Danube (Podunavlje) et de la Drave (Podravina) y sont traditionnellement rattachées.

## Comitats en Croatie depuis 1990
La Slavonie correspond globalement aux comitats croates suivants :
- nord-ouest : comitat de Virovitica-Podravina avec Ludbreg, Virovitica, Gradina, Slatina, Čađavica,
- centre-ouest : comitat de Požega-Slavonie avec Požega (Croatie), Lipik,
- sud-ouest : comitat de Brod-Posavina avec Slavonski Brod, Nova Gradiška,
- nord-est : comitat d'Osijek-Baranja avec Osijek, Beli Manastir, Belišće, Donji Miholjac, Đakovo (Croatie), Našice, Valpovo,
- sud-est : comitat de Vukovar-Syrmie avec Vukovar, Ilok, Vinkovci, Županja (Croatie), Otok (Vukovar-Syrmie).

La région de Voïvodine, province du nord de la Serbie actuelle, est parfois considérée comme une partie de la Slavonie ancienne, au moins à l'époque des confins militaires.

## Histoire ancienne
La région s'est longtemps appelée Esclavonie et ses habitants les Esclavons.
En -35, la Pannonie, dont fait partie la Sclavonie, est envahie par les troupes d'Octave, futur empereur romain sous le titre d'Auguste. L'empereur Probus, qui en est originaire, y fait développer la culture de la vigne. Sous la tétrarchie, la Sclavonie est détachée de la Pannonie supérieure et prend le nom de Pannonia Savia, d'après la Save. Plus tard, la région passe sous le joug des Byzantins. Envahie par les Avars et par les troupes de Charlemagne les pourchassant, elle se rétablit des ravages par une immigration issue de Dalmatie.
Peuplée majoritairement de Slaves depuis le VIe siècle, la région, désormais appelée Slavonie par les Byzantins, est réunie à la Croatie au IXe siècle et convertie au christianisme par Cyrille et Méthode. Elle résiste aux incursions bulgares mais, au Xe siècle, tombe aux mains des Hongrois. Au début du XIe siècle, les Byzantins la reprennent, la perdent en 1127, la reprennent en 1162 puis l'abandonnent définitivement. L'Esclavonie est alors gouvernée par des bans locaux puis par des princes de la maison royale de Hongrie. 
Pendant l'empire romain et jusqu'à la fin du Moyen Âge, l'Esclavonie était un réservoir d'esclaves. Le terme en latin médiéval sclavus signifiant « slave » au viie siècle finit ainsi par prendre le sens d’« esclave » au xe siècle. De façon générale, les Slaves des Balkans faisaient l’objet d’un commerce intensif à partir du haut Moyen Âge. 
En 1471, elle est conquise par l'Empire ottoman (1471-1476) puis en 1484 et 1524. Un traité signé en 1562 leur abandonne toute l'Esclavonie. Sous domination ottomane, la Slavonie correspond, outre Save, aux sandjaks de Pojega (en), de Pakrac (en), et de Syrmie (en) (Sirem).
Le royaume de Slavonie est créé à partir de territoires cédés aux Habsbourg par l'Empire ottoman lors du traité de Karlowitz de 1699 qui met fin à la cinquième guerre austro-turque et à la septième guerre turco-vénitienne. De 1699 à 1745, il est placé sous administration civile et militaire. 
En 1745, il est régi par une administration civile subordonnée au royaume de Croatie. En 1804, il devient un pays constitutif de l'empire d'Autriche. En 1848, il est séparé du royaume de Croatie. En 1868, il est uni à celui-ci pour former le royaume de Croatie-Slavonie. Sa capitale est alors Eszek (Osijek).

## Histoire récente
La République serbe de Krajina (1990-1995, Knin), autoproclamée, globalement serbe et orthodoxe, sursaut nationaliste serbe sur 30% du territoire croate, intègre un temps (1992-1995) la région de Slavonie orientale, Baranya et Syrmie occidentale (région autonome serbe en 1991-1992). 
En 1995, l'opération Tempête puis les accords de Dayton mettent fin à la guerre de Croatie (1991-1995), dont on retient, localement, en 1991, surtout la bataille de Vukovar, le massacre de Vukovar et la bataille des casernes.
En 1996-1998, l'Administration transitoire des Nations unies pour la Slavonie orientale, la Baranja et le Srem occidental (ATNUSO / UNTAES, basée à Vukovar) surveille la démilitarisation, jusqu'à sa réintégration à la Croatie.
De 1993 à 2017, se tient le Tribunal pénal international pour l'ex-Yougoslavie : affaires devant le Tribunal pénal international pour l'ex-Yougoslavie, nettoyage ethnique...

## Dans la fiction
Dans Le Baron perché d'Italo Calvino dont l'action commence en 1767, le narrateur évoque sa mère, surnommée la Générale car fille du général autrichien von Kurtewitz : « La Générale se remémora un camp où des soldats placés en sentinelle dans les arbres — je ne sais plus où c'était, en Esclavonie ou en Poméranie — avaient aperçu l'ennemi et permis d'éviter une embuscade ».